# Neobisium gracilipalpe
Neobisium gracilipalpe är en spindeldjursart som beskrevs av Beier 1939. Neobisium gracilipalpe ingår i släktet Neobisium och familjen helplåtklokrypare. Inga underarter finns listade i Catalogue of Life.